# 性差の神経科学

人間の脳
視床下部
扁桃体
海馬と脳弓
橋 (脳)
脳下垂体

性差の神経科学（英: Neuroscience of sex differences）とは、男性の脳と女性の脳とを分ける特徴に関する研究のことである。心理的な性差は、遺伝子、ホルモン、社会的学習が生涯を通じて脳の発達に及ぼす相互作用を反映していると考える人もいる。
脳の形態と機能の研究から得られたいくつかの証拠は、男性の脳と女性の脳が構造的にも機能的にも常に同一であるとは仮定できないことを示しており、一部の脳構造は性的二形であることを示している。
神経科学を含めて、性は様々な方法で健康や病気に影響を与える可能性があり、アメリカ国立衛生研究所は研究者が研究のすべての段階で生物学的変数（SABV）としての性を考慮することを要求している。

## 歴史
男性と女性の脳の違いについては、紀元前850年頃の古代ギリシャの哲学者の時代から考えられてきた。1854年、ドイツの解剖学者エミール・フシュケは、男性の前頭葉が女性のものよりも1％ほど大きいという大きさの違いを発見した。19世紀に入ると、科学者たちによって脳の性的二型に関する研究は大幅に増えていった。ここ数十年まで、科学者たちは脳の構造的な性的二型についていくつか知っていたが、人間の脳が日常的なタスクをどのように実行するかに性別が影響を与えるとは考えていなかった。近年の分子研究、動物研究、神経画像研究により、男性と女性の脳の違いや、構造と機能の違いに関する多くの情報が明らかになってきた。
カリフォルニア大学アーバイン校の神経生物学・行動学科の教授であるラリー・ケイヒルによると、女性と男性の違いである性差は性ホルモンや異なる人生経験（文化）に起因するものだと仮定されており、脳の構造や機能を解明するために必要なものだと判断されず、何十年もの間、神経科学は男性の脳だけを対象に研究を行っていた。その後に徐々に脳の障害を理解して治療するにあたって、この仮定は間違っていたことが判明し、脳の性差は小さいものではなく、その平均的効果量は神経科学の他の領域における平均的な効果量と大差ないことがわかった。
ロザリンド・フランクリン医科学大学の神経科学教授リーズ・エリオットによる研究では、男女の脳はわずかに違っているが、その差異は脳の大きさによるものであって、性や性差によるものではないとされている。個々人の頭の大きさで説明できると判明した以上、脳の性による差はわずかであり、一定の傾向があるものではないとも述べている。同教授らの論文によると、男女の脳で明らかに差があるのは大きさだけであり、女性の脳は男性よりも約11%小さく、これは男女の体格差に比例している。よって、大きい脳を持つ男性と小さい脳を持つ男性とを比較すると、その脳の差は平均的な男性と女性の脳の差と同程度であることを意味する。こうした大きさの違いによっては、よく言われている男女の言動の違い、たとえば共感とか空間把握能力を説明できない。この結論は、男女の脳差に関するありふれた出版物の内容とは異なるものである。
認知神経科学を専門とする東京大学の四本裕子教授は、男性脳や女性脳の分類は生まれつき男性と女性の脳に違いがあるという誤認に基づいており、実際の解析ではモザイク的な個人差がみられると説明している。

## 進化論的説明

### 性淘汰
女性は平均して男性に比べて情報想起能力が高いとされる。これは、女性が扁桃体の前頭前皮質制御に基づいて、リスクがあるシナリオに関する熟考をより複雑に評価していることに起因すると考えられる。例えば、オスよりも情報を想起する能力が高いのは、他のメスとの競争の中で、メスに性的選択の圧力がかかっていることに由来する可能性が高いと考えられる。社会的合図の認識は最終的に子孫を最大化し、それによって進化の際に選択されたので、有利な特性だったと考えられる。
オキシトシンは、哺乳動物の子宮の収縮と授乳を誘発するホルモンであり、授乳中の母親の特徴的なホルモンでもある。オキシトシンが空間記憶を改善することが研究で明らかになっている。オキシトシンはMAPキナーゼ経路の活性化を通じて、シナプス上の2つのニューロン間の強さの変化が数分以上続く長期シナプス可塑性や長期記憶の増強といった役割を果たしている。このホルモンは、母親が遠くの食べ物の場所を覚えて、子孫を育てるのに役立ったと考えられている。

## 認知的差異
かつては、認知課題や問題解決の性差は思春期までは起こらないと考えられていた。しかし、2000年の時点では、認知やスキルの違いは発達の早い時期に存在することがエビデンスから示唆されている。例えば、研究者たちは、3歳と4歳の男の子は、同じ年齢の女の子よりも、時計の文字盤の中の数字に着目したり、メンタルローテーションをすることに優れていることが発見されている。一方で、思春期前の女の子は、単語のリストを思い出すことに優れていた。このような認知の性差は、全体的な知能というよりも能力のパターンに対応している。実験室では、大人が行う問題解決タスクにおける性差を系統的に研究するために、実験室の設定が利用されている。
平均して、記憶力を測定するテストでは、女性は男性よりも相対的に優れている。女性は、文字、数字、そして迅速な命名タスクを含む処理速度で優位に立っている。女性は、物体の位置記憶と言語記憶に優れている傾向がある。また、言語学習も女性の方が優れている。物を合わせる作業や、指定された穴に釘を入れるなどの精密作業においては、女性の方が優れている。迷路や小道完了課題では、男性は女性よりも少ない試行回数でゴールのルートを学習するが、女性は提示されたランドマークを多く記憶している。このことから、女性は日常生活の中で、男性よりもランドマークを使って自分の方向付けをしていることが示唆されている。また、物体が入れ替わったかどうかの記憶は、女性の方が優れていた。
平均して、空間的なタスクでは、男性は女性に比べて相対的に優れている。具体的には、物体の回転や操作を必要とするテストでは、男性が有利になる。コンピュータによる迷路課題のシミュレーションでは、男性は女性よりも速く、少ないミス数で課題を完了するさせた。さらに、男性は、投射物を誘導するなどの運動技能のテストで高い精度を示した。また、反応時間や指で叩くテストでも男性の方が速くなっている。男性は平均して女性に比べて空間知能指数が 1標準偏差高いことがわかっている。この領域は、認知における明らかな性差が現れる数少ない領域の 1 つである。空間認識能力の性差は、男性と女性の脳の形態的な違いに起因することが判明した。頭頂葉は、空間認識能力、特に2次元および3次元のメンタルローテーションに関与するとされている脳の一部である。アイオワ大学の研究者らは、女性の頭頂葉の灰白質が厚いため精神の回転が不利になり、男性の頭頂葉の表面積が大きいためメンタルローテーションが有利になることを発見した。研究によって発見された結果は、人類の進化の過程で空間能力の性差が生じ、両性が適応的に行動するように認知的および神経学的に発達したという考えを裏付けるものである。しかし、社会化と環境が空間能力の違いに及ぼす影響については、まだ議論の余地がある。

## 解剖学
男性と女性では脳のいくつかの面で違いがあり、特に全体的な大きさの違いがあり、男性の方が平均的に脳が8%から13%ほど大きくなっているが、脳の中には性差がないように見える部分もある。さらに、解剖学的な違いや発達の違いを示唆する活性化パターンの違いも見られる。

### 側性
側性化は男女で異なる場合があり、男性の方が側性化していると言われることが多い。これは、「左脳」と「右脳」の能力の違いに起因することが多く見られる。脳の側性化に性差があるという説を支持する要因の一つとして、男性は左利きである場合が高いことが挙げられる。しかし、これが側頭化の違いによるものかどうかは不明である。
2014年に行われた脳の灰白質のメタ分析では、脳の容積と密度の両方で性差のある部位が発見された。これらの違いを合成してみると、男性において体積の増加はシステムの左側にある傾向があるのに対し、女性では一般的に右半球で体積が大きくなることがわかる。一方、以前行われた2008年のメタ分析では、男性と女性の脳の側性化の違いは有意ではないことが示されている。

### 扁桃体

人間の脳の扁桃体（赤）

男性と女性には、扁桃体の大きさや機能の違いを示唆する行動の違いが見られる。2017年に発表された扁桃体の容積に関する研究のレビューでは、そのものの大きさの違いがあり、男性の方が扁桃体が10％大きいという結果が出ていた。しかし、通常は男性の脳の方が大きいため、この知見は誤解を招くものであることが判明した。脳の大きさを正規化した後、扁桃体の大きさには性差は見られなかった。
活性化に関して、扁桃体においては性差がない。行動テストの違いは、活性化の違いではなく、性差による扁桃体の潜在的な解剖学的・生理学的違いによる可能性がある。
感情表現、理解、行動は男性と女性で異なるようである。2012年のレビューでは、男性と女性では感情の処理に違いがあると結論づけられている。男性は脅迫的な刺激に対してより強い反応を示す傾向があり、またより多くの身体的暴力に反応する。

### 海馬
海馬の萎縮は、女性の方が有病率の高い様々な精神疾患と関連している。さらに、男性と女性では記憶力に差があり、これは海馬体積（HCV）の違いを示唆している可能性がある。2016年に行われた体積差のメタ分析では、脳の総面積を補正しなくても男性の方が海馬体積が大きいことがわかった。しかし、個人差と総脳体積を補正した後、女性の方が海馬体積が大きいのではないかと予想されたにもかかわらず、有意な性差は認められなかった。

### 灰白質
2014年のメタ分析では、男女間の灰白質量の差が認められた。その結果、差が測定された部分では、男性は扁桃体、海馬、前傍海馬傍回などにおいて灰白質量が多く、女性は右前頭極、下前頭回、中前頭回、前帯状回、外側後頭皮質などで灰白質量が多くなっていた。また、密度については、男女間でも違いが見られた。男性では、左扁桃体、海馬、小脳の右第六小葉などが密集している傾向があり、一方で女性は左前頭極が密集する傾向があった。これらの違いの重要性は、側性化（男性は左半球でより多くの容量があり、女性は右半球でより多くの容量がある）と神経学的、そして精神医学的条件の違いを探るために、これらの知見の可能性を利用する方法の両方にある。

### トランスジェンダー研究
トランスジェンダーの神経学的分化に関する初期の死後研究では、脳の視床下部と扁桃体領域に焦点が当てられていた。磁気共鳴画像法（MRI）を用いて、いくつかのトランスジェンダー女性は、シスジェンダー男性のものよりも女性型の被殻の大きさが大きいことがわかった。また、トランス女性の中には、分界条床核(BSTc)と前核視床下部3番の間質核(INAH-3)のそれぞれの中に見られるニューロンの数から、女性特有の中心部を示す人もいた。

## 脳のネットワーク
男性でも女性でも、中前頭前野、左帯状回、右楔前部、左下頭頂小葉・上頭頂葉、右前障、左中側頭回などで構成される一貫した活動的なワーキングメモリネットワークを持っている。ワーキングメモリには同じ脳ネットワークが使われているが、特定の領域には性差がある。他のネットワークでも性差が明らかになり、女性は前帯状体、両側扁桃体、右海馬などの前頭前野や大脳辺縁系の活動が高い傾向があるのに対し、男性は小脳、上頭頂葉の一部、左島皮質、両側視床などに分散したネットワークが広がっている傾向があることがわかった。
2017年の脳の大規模ネットワークの観点からのレビューでは、心的外傷後ストレス障害や大うつ病性障害のようなストレスを受けやすい病気に女性が罹患しやすいことは、顕著性ネットワークが過剰に活性化し、実行制御ネットワークを阻害すると理論化されているが、ストレス因子への社会的曝露や女性が利用できる対処戦略と相まって、性に基づく脳の違いが根底にあることが一因ではないかと仮説を立てられている。

## 神経化学的差異

### ホルモン
性腺ホルモン（性ホルモン）には、主に精巣と卵巣で合成されるステロイドホルモンであるアンドロゲン（テストステロンなど）とエストロゲン（エストラジオールなど）がある。性ホルモンの産生は性腺刺激ホルモンである黄体形成ホルモン（LH）と卵胞刺激ホルモン（FSH）によって制御されており、視床下部からのゴナドトロピン放出ホルモン（GnRH）によって刺激されて下垂体前部から放出される。
ステロイドホルモンは、成人期を通じて脳の発達や恒常性の維持にいくつかの影響を与える。例えば、エストロゲン受容体は視床下部、脳下垂体、海馬、前頭前野に存在し、脳の発達にエストロゲンが関与していることがわかっている。また、性腺ホルモン受容体も前脳基底核で発見されている。

#### エストロゲンと女性の脳
エストラジオールは、特に学習と記憶を用量依存性の方法によって強化することで認知機能に影響を与える。あまりにも多くのエストロゲンは、学習のパフォーマンスを弱めるだけでなく、記憶のパフォーマンスを妨げることもあり、負の効果を持ちうる。これは、男性と比較して、そのようなパフォーマンスが低下している女性に示されている。
卵巣摘出術、閉経を誘発する手術、そして自然な閉経は、女性のエストロゲンレベルを変動させ、減少させる原因となる。これは、内因性オピオイドペプチドの効果を「弱める」ことになる。オピオイドペプチドは、感情やモチベーションに関してその役割を果たすことが知られている。内因性オピオイドペプチドであるβ-エンドルフィン（β-EP）の含有量は、雌ラットの卵巣摘出後、量の違いや脳の部位によって異なるもののはあるものの視床下部、海馬、下垂体の各部位で減少することが判明している。このようなβ-EPレベルの変化は、閉経後の女性の気分変動、行動障害、ほてりなどの原因である可能性がある。

#### プロゲステロンと男性と女性の脳
プロゲステロンは、男性の脳と女性の脳で合成されるステロイドホルモンである。これは、エストロゲンとアンドロゲンの両方のホルモンの化学核に見られる特徴を持っている。女性の性ホルモンとして、プロゲステロンは男性よりも女性に多く存在する。月経周期では、排卵期直後にプロゲステロンが増加し、オキシトシンの吸収などによって黄体化ホルモンが抑制される。男性では、プロゲステロンの増加は思春期の自殺念慮と関連している。

#### テストステロンと男性の脳
性腺ホルモンであるテストステロンはアンドロゲン、そして男性ホルモンであり、雄の精巣と雌の卵巣でそれぞれ約14,000μg/日と600μg/日の割合で合成される。テストステロンは発生中の脳に組織的な影響を及ぼし、その多くは、脳内のアロマターゼという酵素によってエストロゲンに変換された後、エストロゲン受容体を介して媒介される。

## 関連文献
- Rippon, Gina (28 Feb 2019). The gendered brain: The new neuroscience that shatters the myth of the female brain. Bodley Head. ISBN 978-1847924759